# Terminterpretation
Die Terminterpretation ist ein Begriff aus der mathematischen Logik, es handelt sich um eine spezielle Interpretation in der Prädikatenlogik erster Stufe.
Ist eine Menge {\displaystyle \Phi } von Ausdrücken einer Sprache {\displaystyle L_{I}^{S}} gegeben, so soll eine von {\displaystyle \Phi } abhängige Interpretation der Sprache konstruiert werden. Diese verwendet im Wesentlichen die Terme
der Sprache. Eine Interpretation ist durch ihr Universum (nicht-leere Menge), durch eine Interpretation der Symbole in {\displaystyle S} und eine Variablenbelegung gegeben. Wir beginnen mit der Festlegung des Universums der Interpretation. Durch
{\displaystyle t_{1}\sim t_{2}\quad \Leftrightarrow \quad \Phi \vdash t_{1}\equiv t_{2}}
wird eine Äquivalenzrelation auf der Menge {\displaystyle T} aller Terme der Sprache definiert. Die Menge {\displaystyle T/\sim } der Äquivalenzklassen wird mit {\displaystyle T^{\Phi }\,} bezeichnet, die Äquivalenzklasse eines Terms mit {\displaystyle [t]_{\Phi }\,}. Wir verwenden {\displaystyle T^{\Phi }\,} als Universum einer Interpretation {\displaystyle {\mathcal {T}}^{\Phi }}.
Als Nächstes sind die Interpretationen der Konstanten-, Funktions- und Relationssymbole anzugeben. Für ein Konstantensymbol {\displaystyle c} setze
{\displaystyle c^{{\mathcal {T}}^{\Phi }}\quad :=\quad [c]_{\Phi }\in T^{\Phi }}.
Für ein n-stelliges Funktionssymbol {\displaystyle f} definiere
{\displaystyle f^{{\mathcal {T}}^{\Phi }}:(T^{\Phi })^{n}\rightarrow T^{\Phi },\quad f^{{\mathcal {T}}^{\Phi }}([t_{1}]_{\Phi },\ldots ,[t_{n}]_{\Phi }):=[ft_{1}\ldots t_{n}]_{\Phi }}
und für ein n-stelliges Relationssymbol {\displaystyle R}
{\displaystyle R^{{\mathcal {T}}^{\Phi }}([t_{1}]_{\Phi },\ldots ,[t_{n}]_{\Phi })\quad :\Leftrightarrow \quad \Phi \vdash Rt_{1}\ldots t_{n}}.
Man kann zeigen, dass diese Festlegungen wohldefiniert sind.
Schließlich ist noch eine Variablenbelegung {\displaystyle \beta ^{\Phi }} anzugeben; man setzt einfach
{\displaystyle \beta ^{\Phi }(v_{i})\,:=\,[v_{i}]_{\Phi }}, wobei {\displaystyle v_{0},v_{1},v_{2},\ldots } die Variablen seien.
Insgesamt ist dadurch die sogenannte Terminterpretation {\displaystyle {\mathcal {T}}^{\Phi }=(T^{\Phi },\beta ^{\Phi })} definiert.
Obigen Definitionen sieht man sofort an, dass durch
{\displaystyle T_{k}^{\Phi }:=\{[t]_{\Phi };\,t\in T,\mathrm {var} (t)\subset \{v_{0},\ldots v_{k-1}\}\}}
Unterstrukturen definiert sind, wobei {\displaystyle \mathrm {var} (t)} für die Menge der im Term {\displaystyle t} vorkommenden Variablen steht und die Symbolmenge im Falle {\displaystyle k=0} wenigstens ein Konstantensymbol {\displaystyle c} enthalten muss, damit {\displaystyle T_{k}^{\Phi }} nicht leer ist.
Man erhält so weitere Interpretationen {\displaystyle {\mathcal {T}}_{k}^{\Phi }=(T_{k}^{\Phi },\beta _{k}^{\Phi })}, wenn man als Belegung definiert:
{\displaystyle \beta _{k}^{\Phi }(v_{i})={\begin{cases}\,[v_{i}]_{\Phi },&{\mbox{wenn }}i<k\\\,[v_{0}]_{\Phi },&{\mbox{wenn }}i\geq k>0\\\,[c]_{\Phi },&{\mbox{wenn }}i\geq k=0\end{cases}}}
Terminterpretationen treten bei Herbrand-Strukturen und beim Satz von Henkin auf.